# Карпатцеві
Карпатцеві (Pidoniini Zamoroka, 2022) — триба жуків з родини Скрипунових, самостійність якої підтверджена молекулярною філогенією.

## Молекулярна філогенія
У відповідності до молекулярної філогенії на основі мітохондрієвих генів 12S рРНК, 16S рРНК, COI і ядрових генів 18S рРНК, 28S рРНК триба Карпатцеві (Pidoniini) входить до підродини Тонкохвісткових (Lepturinae). До складу триби входять такі роди:
- Карпатка – Pidonia Mulsant, 1863
- Fallacia Mulsant & Rey, 1863
- Leptalia LeConte, 1873